# 马蒂利亚斯
马蒂利亚斯，是西班牙卡斯蒂利亚-拉曼恰瓜达拉哈拉省的一个市镇。总面积10平方公里，总人口171人（2001年），人口密度17人/平方公里。